# 梅田昌志郎
梅田 昌志郎（うめだ よしろう、1927年12月10日 - ）は、英文学者、作家。本名は芳朗。

## 経歴
札幌市生まれ。1951年（昭和26年）北海道大学卒、1960年「海と死者」で中央公論新人賞受賞。文化学院や法政大学講師を務め、英文学などの翻訳がいくつかある。

## 翻訳
- ガリバー旅行記 スウィフト 1976 (旺文社文庫)
- ロレンス短編集 1977.6 (旺文社文庫)
- 反対尋問 ウェルマン 1979.10 (旺文社文庫)
- 謀殺 ジョージ・ジョゼフ・スミス事件 エリック・R.ワトソン編 1981.7 (旺文社文庫)
- 疑惑 ミセス・メイブリック事件 H.B.アーヴィング編 1981.7 (旺文社文庫)